# Pierre Plateau
Pour les articles homonymes, voir Plateau.
Pierre Plateau, né le 10 janvier 1924 à Saint-Servan (Ille-et-Vilaine) et mort le 26 avril 2018 à Saint-Malo (Ille-et-Vilaine), est un évêque catholique français, archevêque de Bourges de 1984 à 2000.

## Biographie
Ancien élève des Cordeliers de Dinan, Pierre Plateau est ordonné prêtre le 28 juin 1947 pour l'archidiocèse de Rennes.
Nommé évêque auxiliaire de Rennes le 2 février 1979, il est consacré le 22 avril de la même année par le cardinal Paul Gouyon. Il est alors évêque titulaire de Gunela (de).
Le 8 avril 1984, il est nommé archevêque de Bourges.
En 1985 et 1986, il est évêque accompagnateur de la Fédération sportive et culturelle de France (FSCF) .
Il se retire de ses fonctions le 25 avril 2000 pour raison d'âge, et retourne en Ille-et-Vilaine.
Il meurt le 26 avril 2018 à Saint-Malo.